# منشأة النصر (إيتاي البارود)
قرية منشأة النصر هي إحدى القرى التابعة لمركز إيتاي البارود في محافظة البحيرة في جمهورية مصر العربية. حسب إحصاءات سنة 2006، بلغ إجمالي السكان في منشأة النصر 2089 نسمة، منهم 1058 رجل و1031 امرأة.